# Castell de Santa Pau
El castell de Santa Pau, a la Garrotxa, és de l'època feudal i està situat al bell-mig de la vila de Santa Pau, perfectament integrat dins del seu nucli urbà. És una obra declarada bé cultural d'interès nacional.

## Història

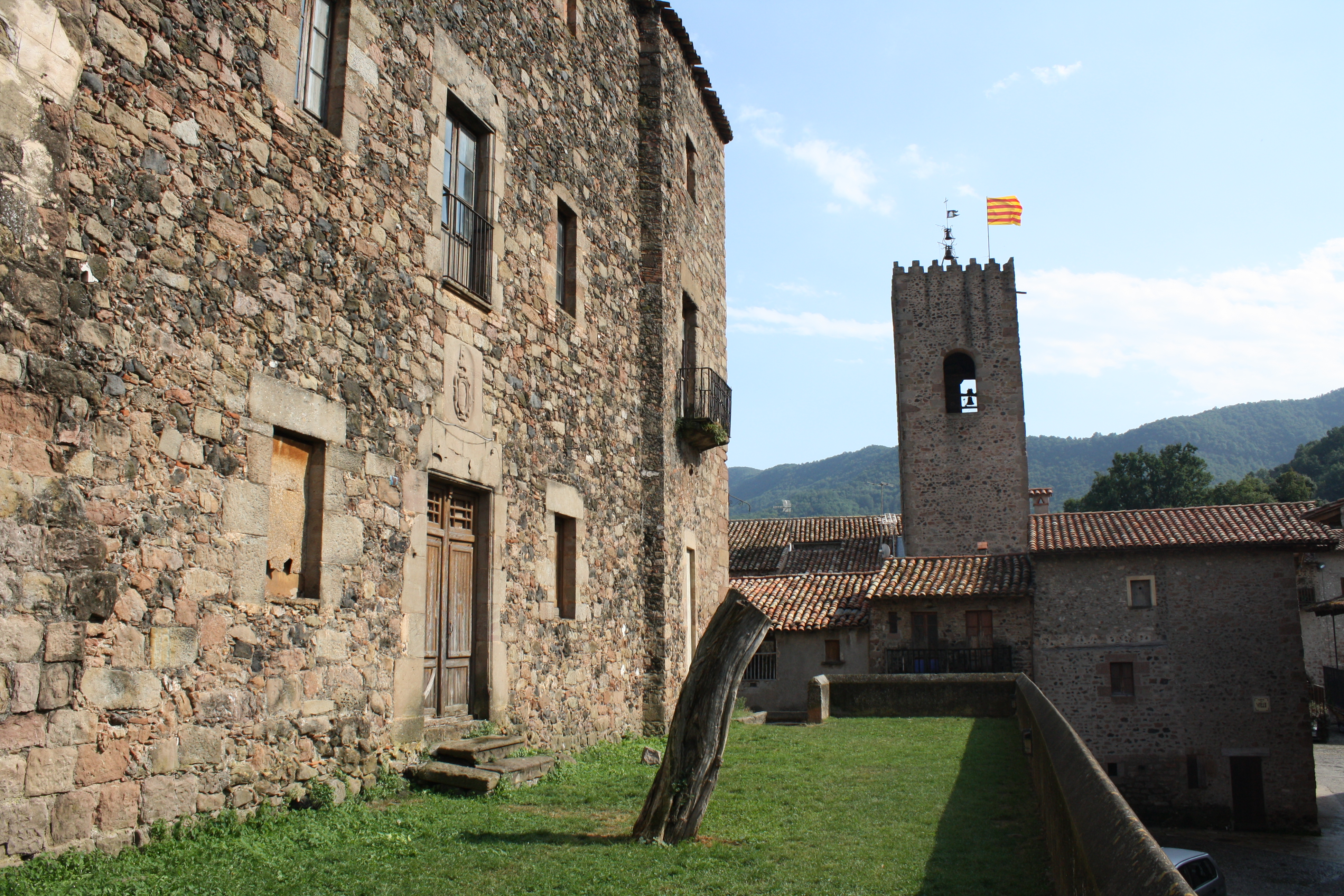
Castell i església de Santa Pau (agost 2011

Hom suposa que el castell senyorial de Santa Pau tingué com antecedents el castell veí de Finestres i el llinatge dels Porqueres. És molt versemblant que els senyors del castell de Finestres, després de fer construir el castell de Santa Pau adoptessin com a propi el nom locatiu, o cognom, de Santa Pau, preferint-lo al de Porqueres. El topònim «Sancta Pace» apareix consignat per primera vegada l'any 878 com nom de lloc, i l'any 979 és esmentat de nou en un testament del bisbe Miró. En constituir-se senyors de Finestres els nobles de Porqueres, nomenaren la família Sancta Pau castlana del castell roquer, i des d'aleshores consten com a tals: Ponç I (1147), Arnau (1192), Pere (1196) i Ponç II (1218). Amb aquest darrer s'acabaren els castlans de Finestres i començaren els senyors, i després barons, de Santa Pau.
Vers l'any 1221, una tal Agnès té els dominis dels castells de Porqueres i de Santa Pau, i el 1251 un fill seu, Ramon Ademar, va vendre el castell de Porqueres a l'abat de Banyoles a causa de les necessitats relacionades amb els castells de Finestres i de Santa Pau. Vint anys després els Santa Pau s'emparentarien amb els Foixà a través del casament de la vídua Gueraula de Ramon Ademar, que havia mort sense successió. Hi ha constància que el sobirà Pere el Gran (1285) va fer estada al castell de Santa Pau després d'un dura batalla lliurada contra els francesos. Des de Santa Pau retornà a la batalla, a través de Besalú, assolint la victòria definitiva al coll de Panissars.
El 28 de febrer de 1297, Ponç III de Santa Pau intervingué, al costat del rei, en l'empresa siciliana, obtenint el privilegi d'un mercat setmanal per a la baronia de Santa Pau i l'any 1300 fou expedida la carta-pobla de Santa Pau. El 1312, Huguet II de Santa Pau prestà homenatge al rei Jaume II pels castells de Finestres, Santa Pau i Sant Aniol.
L'any 1433 Hug Ademar de Santa Pau signava com a senyor dels castells de Santa Pau, Finestres i Castellfollit, i quatre anys després s'afegia el domini dels senyorius de Mosset, Peracolls i Torre Bastarda enfront del litigi que tenia amb Francesc Gelabert de Centelles. Els Oms passen a posseir la baronia de Santa Pau i Finestres segons consta per venda executada per la Cort Reial de Besalú l'any 1456.
En plena revolta remença, els pagesos s'avaloten contra el procurador de Santa Pau per haver fet presoner el síndic dels remences acusant-lo de resistència a l'agutzir de la baronia en l'acte d'executar pensions i prestacions (1462). En aquesta mateixa data consta que el cabdill remença Francesc de Verntallat es trobava a Santa Pau. En finalitzar la guerra, però, hi havia al costat del rei Joan II no tan sols Verntallat i les remences sinó també el mateix Guillem d'Oms, senyor de Santa Pau i de Finestres. Uns anys després (1473) el monarca ordenava a l'agutzir reial que posés Guillem d'Oms en possessió del castell de Finestres que havia estat conquerit pels remences en nom del rei i hi senyorejaven Verntallat i Pere Joan Sala. Malgrat això, l'any 1486 tingué lloc un darrer episodi en el qual els remences, conduïts per Narcís Goixat, prengueren el castell de Santa Pau i feren presoner mossèn Oms per tal que els lliurés la fortalesa de Finestres. Ferran el Catòlic es pronuncià contra aquest fet des d'Alcalà d'Henares i aviat tornaren els castells a mans del llinatge dels Oms.
El 1694 les tropes franceses ocuparen el castell de Santa Pau fins que fou pres, uns mesos després, per les tropes espanyoles que van fer volar part del castell. Antoni IV d'Oms el va fer reedificar posteriorment amb un cost de 2.000 lliures. Durant la segona meitat del segle xviii els marquesos de Moià de la Torre passaren a ser els senyors dels castells de Santa Pau i de Finestres per un tema de deutes crediticis. El títol baronial de Santa Pau ha restat des d'aleshores vinculat als marquesos de Castelldosrius i d'aquesta manera Fèlix II de Sentmenat i de Güell, desè marquès de Castelldosrius ha esdevingut baró de Santa Pau (dada recollida l'any 1969).

### Compra per l'Ajuntament el 2023
L'agost de 2023 s'ha fet pública l'acord de compra pel qual l'Ajuntament adquireix el castell de Santa Pau als seus propietaris. De fet, el monument portava més de 50 anys sense ús, quan va marxar la comunitat de monges de l'escola del poble. Ara l'Ajuntament demanarà suport a la Generalitat i a la Diputació de Girona per fer un pla de restauració complet, atès que tot l'edifici té defectes estructurals d'importància.

## Descripció
És un gran casal rectangular, amb pati interior i torre angular quadrada, amb la vila gairebé adossada a les parets del castell. Obra dels segles XII al XVII. El castell dels barons de Santa Pau té la fesomia d'una gran pairalia senyorial fortificada. La planta és quadrada i a la banda nord-est hi ha una torre de l'homenatge, alta, esvelta i també de planta quadrada. La torre sobresurt poc de l'edifici, però domina l'entrada. Fins al primer pis, l'edifici, està construït amb carreus i la resta amb morter. Les muralles i els fossats quasi han desaparegut del tot però encara conserva alguns finestrals gòtics, d'altres fets el 1653 pel baró Raimon d'Oms i un bonic pati d'armes amb una gran escala.

### Capella
Hi ha una capella baronial molt petita adossada al castell. Té una porta amb un arc circular fet amb carreus de pedra bastant regulars. Per accedir a la porta hi ha dos esglaons. Sobre la porta hi ha una petita obertura tipus espitllera. Forma part de la planta baixa de la torre de l'homenatge, la part més vella del castell. Hug Ademar li feu donació d'un esplèndida vera creu. Al cor de la capella hi havia un retaule encastat de l'any 1340. Durant l'ocupació francesa es va haver d'empenyorar tota la plata de la capella. Fou restaurada l'any 1766. Les monges la van utilitzar durant un temps de carbonera i rebost.

### Escut
L'escut consta de tres turbants que representen tres reis presoners. Un os amb una bandera i 12 palmes que representen les victòries que Arnau va assolir davant els àrabs. Està situat sobre la llinda de la porta d'entrada, esculpit sobre una pedra monolítica.

## Altres
El seu nom va donar lloc a la llegenda de la monja Santa Pau.